# Footsoldier 2
Footsoldier 2 (Originaltitel: Bonded by Blood) ist ein britischer Gangsterfilm des Regisseurs Sacha Bennett aus dem Jahr 2010. Der Film thematisiert einen Dreifach-Mord im britischen Drogenmilieu.

## Handlung
Darren Nicholls freundet sich im Gefängnis mit dem Gangsterboss Mickey Steele und seinem Verbündeten Jack Whomes an. Er wird außerdem dem knallharten Gangster Pat Tate vorgestellt. Zusammen wollen sie nach dem Gefängnisaufenthalt den britischen Drogenmarkt revolutionieren. Was die drei nicht wissen: Darren Nicholls ist ein halblegaler Polizeispitzel. Darren, Pat und Mickey kümmern sich um den Import von Ecstasy aus den Niederlanden, während Pat mit Tony Tucker und seinen Gefolgsleuten, u. a. Craig Rolfe, den Drogenhandel in den Clubs von Essex übernehmen. Zunächst funktioniert alles reibungslos. Doch Pat verprügelt eines Abends seine Frau Kate und wirft sie aus der Wohnung. Als diese mit einem befreundeten Mann ihre Sachen aus der gemeinsamen Wohnung entfernen lässt, hetzt Pat seine Schläger auf den unbescholtenen Bürger. Sie zwingen den Mann, Koks zu nehmen und foltern ihn stundenlang. Voller Angst wendet sich Kate an Mickey, der sie bei sich aufnimmt.
Kurz darauf stirbt eine 18-Jährige an einer Überdosis Ecstasy. Die Clubbesitzer beschweren sich wegen der Publicity bei den Dealern. Pat schiebt die Schuld auf Mickey, weil dieser minderwertige Ware importieren würde. Mickey ist längst klar, dass Pat ihn töten will. Als er schließlich über Kate seltsame Gerüchte hört, weiht er Darren und Jack ein. Die drei rüsten sich für einen Mord. Währenddessen planen auch Pat, Craig und Tony einen Anschlag auf die andere Crew, um den Drogenhandel komplett zu übernehmen. Als Vorwand lockt Mickey die andere Crew zu einem abgelegenen Flugplatz, wo Jack auf sie wartet. Gemeinschaftlich erschießen sie Pat, Tony und Craig. Darren fährt den Fluchtwagen.
Am nächsten Tag fordert Mickey Darren auf, tiefer in das Geschäft einzusteigen. Nach einer Beratung mit seinem Vorgesetzten willigt Darren widerwillig ein. Bei einem Drogendeal werden Mickey, Jack und Darren jedoch von der Polizei abgefangen und verhaftet. Darren gibt an, Spitzel zu sein, doch er muss feststellen, dass sein Vorgesetzter ebenfalls verhaftet wurde und seine Identität nicht bestätigen kann. Er sagt schließlich als Kronzeuge aus und wird in das Zeugenschutzprogramm aufgenommen. Ständige Alpträume plagen ihn seitdem. Mickey und Jack wurden zu fünfzehn Jahren Haft verurteilt.

## Hintergrund
Wie Gangsters – The Essex Boys und Footsoldier (Rise of the Footsoldier) thematisiert auch Footsoldier 2 einen Drogenmord im kleinen Örtchen Rettendon, der sich am 6. Dezember 1995 ereignete. Bei Rise of the Footsoldier war der Mord Höhepunkt und Abschluss des Films. Terry Stone, einer der Hauptdarsteller des Films wurde mehrfach auf diesen Mord angesprochen. Nachdem er den Roman Bonded by Blood von Bernard O’Mahoney gelesen hatte, beschloss er einen Film über den Mord zu produzieren. Mit Sacha Bennett fand sich ein Regisseur. Das Budget betrug etwa 4 Millionen US-Dollar.
Teile der Geschichte wurden abgeändert. So sind die Haupttäter nicht gesichert. Zwar wurden Mickey Steele und Jack Whomes für den Mord verurteilt, jedoch sind die Aussagen von Darren Nicholls nicht wirklich glaubwürdig gewesen. Bernard O’Mahoney glaubt nicht an die Schuld von Mickey Steele. Dies wurde im Abspann gesondert erwähnt.
Die Premiere des Films fand im Kino Odeon Leicester Square statt. Anwesend war unter anderem der Schauspieler Danny Dyer.
Von der deutschen Verleihfirma Ascot Elite wurde der Film irrtümlicherweise als Fortsetzung von Foodsoldier angepriesen. Jedoch ist dieser Film keine Fortsetzung, sondern eine Neuverfilmung, die schlichtweg teilweise die gleichen Schauspieler für die gleichen Rollen beinhaltet. Neil Maskell jedoch, der in Rise of the Footsoldier noch die Rolle von Darren Nicholls spielte, verkörpert in diesem Film die Rolle von Craig Rolfe, wobei Darren Nicholls in diesem Film von Adam Deacon in Szene gesetzt wird. Eine solch radikale Änderung der Besetzung ist bei einer Fortsetzung nicht üblich. Auch in der Handlung spiegelt sich die Story weder als Prequel, noch als Sequel wider. Darüber hinaus wurde im Jahr 2017 der Film Bonded by Blood 2 veröffentlicht.